# Чайлд-Вильерс, Джордж , 9-й граф Джерси
Джордж Фрэнсис Чайлд-Вильерс, 9-й граф Джерси (англ. George Francis Child-Villiers, 9th Earl of Jersey; 15 февраля 1910 — 9 августа 1998) — английский пэр и банкир из семьи Вильерс. Лорд Джерси подарил одно из семейных мест, Остерли-Парк, британской нации в конце 1940-х годов.
Титулы: 9-й граф Джерси (с 31 декабря 1923 года), 12-й виконт Грандисон из Лимерика, графство Литрим (с 31 декабря 1923), 9-й виконт Вильерс из Дартфорда, графство Кент (с 31 декабря 1923), 9-й барон Вильерс из Ху, графство Кент (с 31 декабря 1923 года).

## Ранняя жизнь
Родился 15 февраля 1910 года. Старший сын Джорджа Чайлд-Вильерса, 8-го графа Джерси (1873—1923), и леди Синтии Альмины Констанс Мэри Нидэм (1889—1947). У него было трое младших братьев и сестер, леди Джоан Чайлд Вильерс (жена Дэвида Колвилла), Эдвард Мэнсел Чайлд Вильерс (который женился первым браком на Барбаре Мэри Фрэмптон и вторым браком на принцессе Марии Глории Пиньятелли Арагона Кортес, единственной дочери принца Антония Пиньятелли Арагона Кортес, герцога Террановы), и леди Энн Чайлд Вильерс (жена майора Александра Генри Эллиота).
Его бабушкой и дедушкой по отцовской линии были Виктор Чайлд Вильерс, 7-й граф Джерси (1845—1915) и достопочтенная Маргарет Элизабет Ли (1849—1945), дочь Уильяма Ли, 2-го барона Ли. Среди его большой семьи Вильерс были тети леди Маргарет Чайлд Вильерс (жена Уолтера Райса, 7-го барона Дайневора), леди Мэри Джулия Чайлд Вильерс (жена Томаса Пакенхема, 5-го графа Лонгфорда) и леди Беатрис Чайлд Вильерс (жена Эдварда Планкетта, 18-го барон Дансени). Его бабушкой и дедушкой по материнской линии были Фрэнсис Нидэм, 3-й граф Килмори, и Эллен Констанс Бэлдок (дочь Эдварда Холмса Бэлдока, члена парламента от консерваторов от Шрусбери).
Он получил образование в Итонском колледже, а затем поступил в Крайст-Черч в Оксфорде.

## Карьера
После смерти своего отца в Миддлтон-парке в декабре 1923 года он стал 9-м графом Джерси и унаследовал почти 20 000 акров земли в Англии . Лорд Джерси был клерком в компании Glyn, Mills & Co. в 1932 году и занимал пост председателя банка Wallace Brothers Sassoon Bank (перешедшего во владение Standard Chartered Bank в 1976 году).
Он участвовал во Второй мировой войне, получив звание майора Королевской артиллерии Территориальной армии.
9-й граф Джерси отвечал за реконструкцию семейной резиденции Миддлтон-Парк в Оксфордшире и нанял архитектора Эдвина Лаченса в качестве архитектора. Когда он попытался передать Миддлтон Национальному фонду, они отказались на том основании, что дом был реконструирован Лютиенсом, чьи дома они сейчас особенно ищут. 9-й граф Джерси подарил нации Остерли-парк в Хаунслоу в конце 1940-х годов; он сказал об этом доме: «Требовался обученный персонал из 12 человек, чтобы принести мне вареное яйцо утром, и к тому времени, когда оно дошло до меня, яйцо всегда было холодным!»

## Личная жизнь

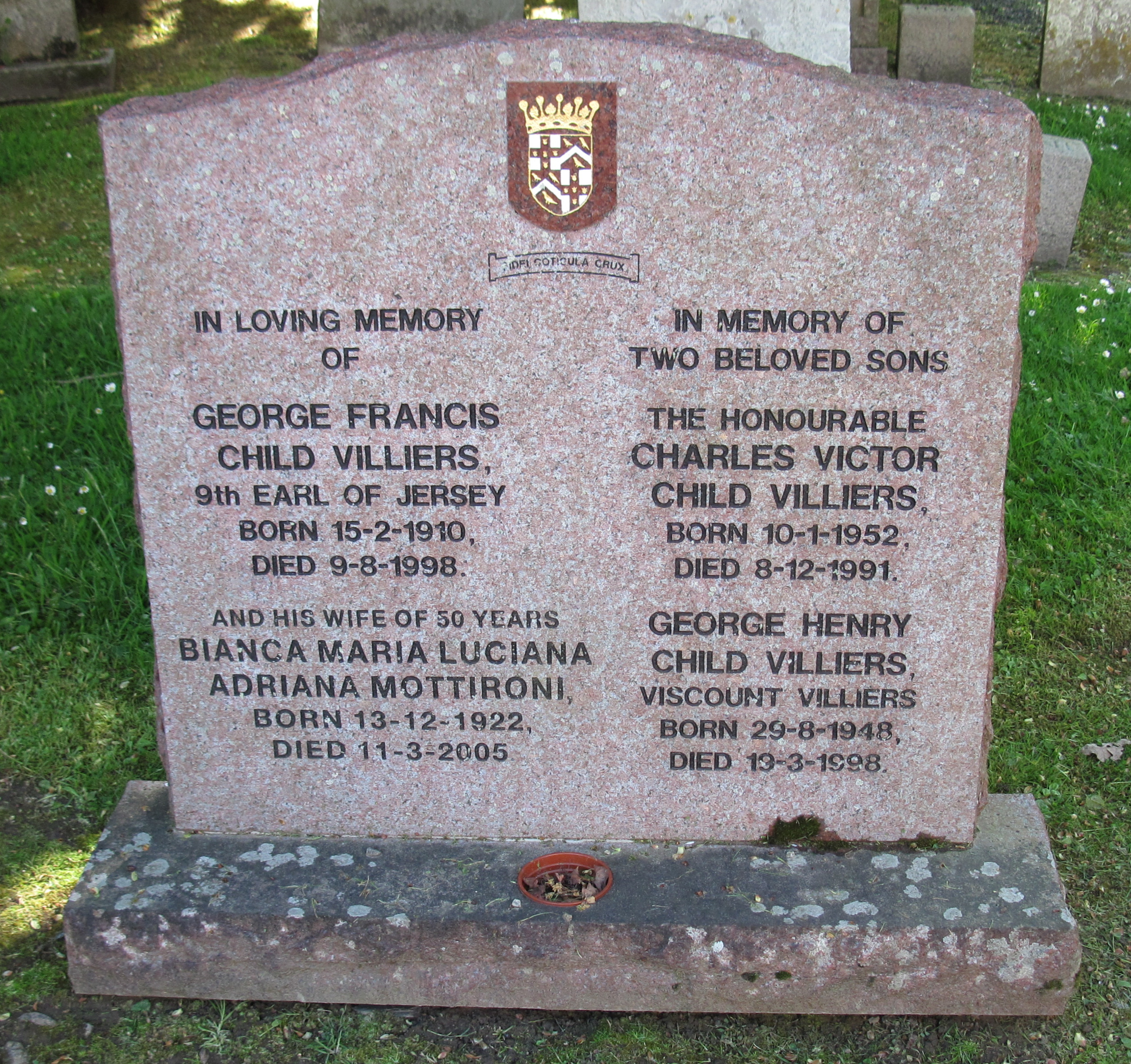
Памятник 9-му графу Джерси с изображением нынешнего герба семьи.

Лорд Джерси был женат трижды и дважды развелся. 12 января 1932 года он женился в церкви Святой Маргариты в Вестминстере на своей первой жене, Патриции Ричардс (20 января 1914 — 27 января 2017). Она была единственным ребёнком Кеннета Ричардса из Коукамбалы, Новый Южный Уэльс, Австралия. До того, как графиня получила от него развод в Лондоне в 1937 году , у них был один ребёнок:
- Леди Кэролайн Чайлд-Вильерс (род. 9 апреля 1934)[8], вышедшая замуж в 1952 году за Гилберта Эллиота-Мюррея-Кининмаунда, 6-го графа Минто (1928—2005). Они развелись в 1965 году, и она вышла замуж в 1969 году за достопочтенного Джона Дугласа Стюарта (1925—1990), второго сына Джеймса Стюарта, 1-го виконта Стюарта. Они также развелись, и она вышла замуж в 1980 году за достопочтенного Джеймса Дональда Диармида Огилви (1934—2024), сын Дэвида Огилви, 12-го графа Эйрли[2].

Через неделю после завершения развода лорд Джерси 30 июля 1937 года женился в Челси на американской актрисе Вирджинии Черрилл (12 апреля 1908 — 14 ноября 1996). Она была бывшей женой актёра Кэри Гранта (1904—1986) и дочерью Джеймса Э. Черрилла. Они развелись в 1946 году, не имея совместных детей. Позже она вышла замуж за Флориана Мартини, лётного аса времен Второй мировой войны, перед своей смертью в 1996 году.
Его третьей и последней женой была итальянка Бьянка Люсиана Адриана Моттирони (13 декабря 1922 — 11 марта 2005), на которой он женился 16 октября 1947 года. Она была старшей дочерью мебельщика Энрико Моттирони с улицы Виа Гоффредо Казалис в Турине, Италия. У них было трое детей:
- Джордж Генри Чайлд Вильерс, виконт Вильерс (29 августа 1948 — 19 марта 1998), женившийся 22 декабря 1969 года на Верне П. Стотт; разведен в 1973 году, есть дети. Вторым браком женился 9 января 1974 года на Саше Джейн Хупер Валпи; разведен в 1988 году, есть дети. Женат в 1992 году на Стефани Луизе Пенман, есть дети.
- Леди Изабель Бьянка Роза Чайлд-Вильерс (род. 11 октября 1950), вышла замуж за Питера Эдварда Харрисона в 1974 году.
- Достопочтенный Чарльз Виктор Чайлд-Вильерс (10 января 1952—1991) женился на Бриджит Элизабет Жермен Маршан в 1975 году. Они развелись в 1989 году[13], прежде чем он внезапно потерял слух и умер в 1991 году в возрасте всего 39 лет.

Лорд Джерси переехал в поместье Радье на острове Джерси, где он жил со своей третьей женой до своей смерти 9 августа 1998 года. Поскольку его старший сын Джордж умер от сердечного приступа 19 марта 1998 года, за несколько месяцев до смерти графа, его сменил его внук Уильям, который стал 10-м графом Джерси. Его вдова, вдовствующая графиня Джерси, умерла в марте 2005 года.